# Mappa genetica
Una mappa genetica o mappa di concatenazione o mappa cromosomica è una rappresentazione della distanza che separa i geni, basata sui dati di ricombinazione genetica. La ricombinazione genetica si ha grazie al crossing-over, il quale modifica il corredo genetico cellulare semplicemente scambiando tra loro sezioni di cromosomi omologhi, all'interno della profase I della meiosi. Mappare i geni è un processo che determina la posizione relativa dei geni sui cromosomi a partire da un locus preso come riferimento.
Si distingue dalla mappa fisica, che invece è basata sulle distanze fisiche lungo il cromosoma, ed è espressa in  coppie di basi (bps).  
La prima mappa genetica fu elaborata da  Alfred Henry Sturtevant nel 1913.